# 迪達爾峰
83°25′S 51°23′W / 83.417°S 51.383°W
迪達爾峰（英語：Dyrdal Peak）是南極洲的山峰，位於埃爾斯沃思地，屬於彭薩科拉山脈中福里斯特爾山脈的一部分，處於費爾萊峰西北面4公里，海拔高度1,820米。